# Nathan Fielder
Nathan Joseph Fielder (født 12. maj 1983 i Vancouver i Canada) er en canadisk forfatter og komiker. Han er bedst kendt for at have skabt og medvirket i Comedy Central-tv-showet Nathan for You.
Han er født ind i en jødisk familie. Hans forældre, Eric og Deb var socialrådgivere. Han gik på Point Grey Secondary School, hvor han var medlem af skolens improvisations-komediegruppe, der også inkluderede Seth Rogen. Fielder arbejdede som tryllekunstner som teenager og er medlem af The Magic Castle i Los Angeles, i Californien. Fielder studerede business på University of Victoria, hvor han bestod med en bachelor i handel i 2005.